# Wilstedter See
Der Wilstedter See, auch bekannt als Costa Kiesa, ist ein Baggersee zwischen den Gemeinden Tangstedt und Norderstedt im deutschen Bundesland Schleswig-Holstein. Der See hat drei Badestrände.
Um den See verläuft ein Zaun mit verschließbaren Toren. Ein Sicherheitsdienst überprüft die Einhaltung der Nachtruhe.